# Église Sainte-Marie-Madeleine de Maxilly-sur-Léman
L'église Sainte-Marie-Madeleine est une église catholique française de la commune de Maxilly-sur-Léman, située dans le département de la Haute-Savoie.

## Historique
Une église primitive est mentionnée en 1099, dans le  Régeste genevois, qui demande au prieuré de St Paul de desservir Maxilly. L'église actuelle ne possède pas de datation précise. Entre 1078 et 1120, la moitié des revenus de l'église est donné au prieuré Saint-Victor de Genève.
En 1536, la paroisse, à la suite de l'invasion des Bernois, devient une enclave protestante.
En 1794, le clocher est rasé et l'église est dépouillée d'une grande partie de son mobilier.[réf. nécessaire]
L'église est entièrement reconstruite en 1828 dans le même style que l'ancien édifice, avec une nef unique.[réf. nécessaire]